# Museum De Waag
Museum De Waag (voorheen Historisch Museum Deventer) is een museum van de stichting Deventer Verhaal. Het is gevestigd in gebouw de Waag aan de Brink te Deventer. Het museum toont in een permanente opstelling objecten uit de stedelijke collectie van Deventer. 

## Geschiedenis

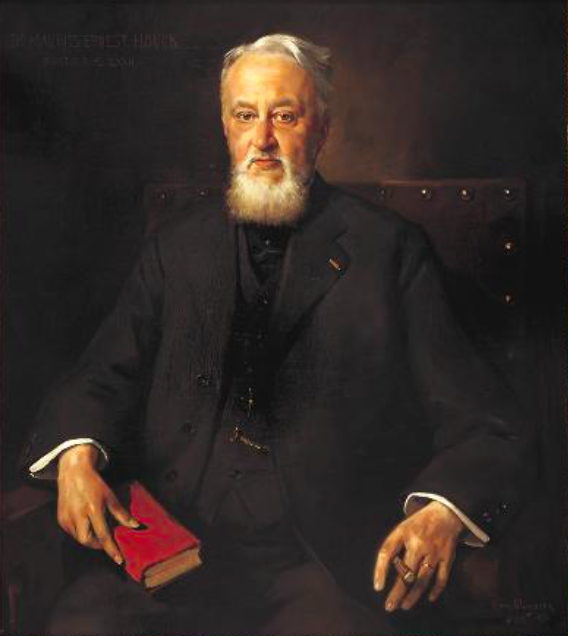
Oprichter M.E. Houck

### Kabinet van Merkwaardigheden en Zeldzaamheden
In 1856 werd in het archief van het Stadhuis van Deventer  een lokaal ingericht voor een 'Kabinet van Merkwaardigheden'. Een duidelijke focus waarop de collectie ingericht zou moeten worden, ontbrak nog. Tot merkwaardigheden zouden in ieder geval niet alleen boeken en handschriften gerekend moeten worden, maar ook gedenkstukken, kunstwerken en andere curiosa. Uit deze periode stammen de eerste stedelijke collectiestukken. De basis voor de verzameling vormen enkele voorwerpen die al in het bezit van de stad waren zoals een walvisbeen en -wervel en schandstenen.
Eind 19e eeuw bleek het 'Kabinet van Merkwaardigheden' enigszins ingeslapen. In 1888 werden daarom in het Landshuis, dat naast het stadhuis is gelegen, twee ruimtes vrijgemaakt voor een 'Kabinet van zeldzaamheden'. Door de openstelling van het kabinet, werd het makkelijker om de collectie uit te breiden. Vanaf 1895 werd dr. M.E. Houck de toezichthouder van het Kabinet en hij noemt voor het eerst de gemeentelijke oudheidkundige collectie 'museum'. Een hoogtepunt uit deze periode is de tentoonstelling Oude kunst en Nijverheid die van 11 juni tot 1 juli 1901 in het gebouw van "Sociëteit De Hereeniging" was te zien. Op 22 juni van dat jaar bezochten zelfs koningin Wilhelmina der Nederlanden en prins Hendrik van Pruisen de tentoonstelling. Desondanks bleek de toeloop naar het kabinet niet groot en Houck schrijft dan ook: Hoogst wenselijk is het intussen, dat eniger tijd een museum wordt opgericht, opdat de voorwerpen, waaronder zeer belangrijke, beter tot hun recht komen.

### Museum De Waag
In 1913 kwam het waaggebouw in Deventer leeg te staan door een verhuizing van de meisjes-Hogereburgerschool. Dit bood een buitenkans voor de oprichting van een stedelijk museum. Op 22 april 1913 ging de gemeente akkoord voor een bruikleengave van het waaggebouw aan een nieuw op te richten stichting. Nog hetzelfde jaar werd Vereniging 'De Waag' opgericht die vanaf dat moment de exploitatie van het museum en de aanschaf van collectie op zich nam. Op 16 juni 1915 werd Museum De Waag voor het eerst geopend voor publiek.
De vaste collectie van het museum bestond onder andere uit:
- archeologische vondsten van de prehistorie tot en met de middeleeuwen en later
- schilderijen, onder andere de Vier Evangelisten door Hendrick ter Brugghen (1588-1629)
- zilverwerk met onder andere een beker van Antoni Magnus
- zijden japon van de vrouw van een stadsbestuurder uit de 18e eeuw
- industriële historie met onder andere de Deventer koek, de Eerste Nederlandse Rijwielfabriek Burgers, Deventer tapijt en drukkers uit Deventer.

Naast een vaste opstelling waar alle belangrijke onderdelen van de Deventer geschiedenis aan bod kwamen, waren er wisseltentoonstellingen, en werden er lezingen en rondleidingen gegeven.
In de jaren na de oprichting van het museum groeide de collectie sterk. In 1925 werd daarom besloten een dependance in te richten in het naastgelegen 16e-eeuwse gebouw De Drie Haringen. Op 7 juni 1939 overleed museumdirecteur dr. M.E. Houck. Zijn functie werd een duobaan, uitgevoerd door de conservator Lugard en bibliothecaris mr. B. van 't Hoff. Vanaf 1946 was Lugard de enige directeur.

### Gemeentelijk museum en de jaren 1960/1970
Begin jaren 1960 maakte Museum De Waag een 'verouderde' indruk. De kritiek werd gehoord en in 1962 werd besloten het museum te reorganiseren. Dit bleek voor Vereniging 'de Waag', in de tijd van stijgende lonen, financieel onuitvoerbaar. De gemeente sprong in en vanaf 1 november 1965 kwam het museum in gemeentelijke handen. Vereniging de Waag kreeg vanaf dat moment een financieel ondersteunende rol. Vanaf 1965 werd kunsthistoricus Petra Clarijs benoemd als opvolger van directeur Lugard. Onder haar leiding werd een groot deel van de collectie gesaneerd. Tevens breidde zij de speelgoedcollectie uit waardoor de basis gelegd werd voor het latere Speelgoedmuseum Deventer.
Petra Clarijs ging in 1970 met pensioen en werd opgevolgd door Otto Verhagen. De jaren 1970 stonden in het teken van politieke discussies. De gemeente moest bezuinigen en dat betekende dat het museum drastisch van opstelling moest veranderen. Dit zorgde voor een moeizame relatie. Museum De Waag zou volgens de gemeente een museum moeten worden dat uitsluitend gericht was op de historie van Deventer. Het speelgoed zou samen met het mechanische speelgoed ondergebracht moeten worden in De Drie Haringen. Het pand aan de Noordenbergstraat, waar sinds 1972 het museum voor Mechanisch Speelgoed gehuisvest was, moest afgestoten worden. Uiteindelijk kwam het in die vorm nooit zo ver. Desalniettemin werd tien jaar later alsnog de speelgoedcollectie samengebracht in twee panden op de hoek van de Boterstraat en de Brink genaamd het Speelgoed- en blikmuseum.

### Jaren 1980/1990
Op 1 oktober 1981 werd Otto Verhagen opgevolgd door Henk Slechte. Hij zag het verhogen van de bezoekersaantallen als zijn belangrijkste doel. Halverwege de jaren 1980 werd het plan gepresenteerd om de waag te verbouwen en opnieuw in te richten. Om dat te realiseren sloot het museum in 1987 tot 7 oktober 1988 voor het publiek. In 1990 werd de gehele waag opengesteld met een openingstentoonstelling over waaggebouwen en wegen in Nederland. Het meest kenmerkende resultaat van de verbouwing, waren de grote open zalen.
In maart 1992 werd directeur Slechte opgevolgd door zijn rechterhand en conservator Nina Herweijer. Zij zette het beleid van haar voorganger in grote lijnen voort. Een grote verdienste is haar 'schilderijenadoptie-project'. Na tien jaar waren meer dan 190 collectievoorwerpen geconserveerd of gerestaureerd.

### Historisch Museum Deventer
Herweijer stopte als directeur in februari 2002 en werd, na de interim-manager Peter Berns, opgevolgd door de geschiedkundige Charles Boissevain. Die kreeg meteen te maken met grootscheepse constructiewerkzaamheden aan de scheefstand en de kapconstructie van het gebouw. Een deel van de collectie werd in deze periode tentoongesteld in de oude schouwburg aan het Grote Kerkhof. In 2003 opende de voormalige burgemeester James van Lidth het vernieuwde museum in de Waag die vanaf dat moment Historisch Museum Deventer heette. Op de begane grond was een museumcafé en winkel ingericht. Vanaf 2007 werd de begane grond voor een groot deel als VVV-Museumwinkel en informatiepunt gebruikt.

### Sluiting
Begin 2013 werden gemeentelijke bezuinigingsplannen gepresenteerd die behelsden dat de organisatie van het museum op de schop zou gaan. In 2014 werd het museum, na bijna 100 jaar in de Waag gevestigd te zijn geweest, wegens 'beleidsveranderingen' voor onbepaalde tijd gesloten. De museumorganisatie is tegelijkertijd afgebouwd. De collecties werden ondergebracht in depots te Deventer en Zwolle. De verantwoordelijkheid voor de exploitatie werd overgedragen aan de stichting 'Deventer Verhaal' onder het toeziend oog van een raad van toezicht. De nieuwe stichting verbouwde het interieur van het gebouw om er erfgoed- en andere presentaties te kunnen realiseren.
De historische speelgoedcollectie werd, in afwachting van particuliere initiatieven, voor maximaal een jaar voor bezoekers toegankelijk gehouden in het Speelgoedmuseum.

### Deventer Verhaal
In 2015 ging het beheer van de gemeentelijke collecties over naar de stichting Deventer Verhaal, die over de gemeentelijke subsidies voor modernere vormen van cultuurhistorische kennisverspreiding kon beschikken. De eerste jaren van deze nieuwe stichting waren zeer turbulent. De visie, die in een richtingendocument was beschreven, betrof een erfgoedorganisatie met een gemengde publieke en private financiering, zowel structureel als in projecten. Dat betekende, dat men structureel en per activiteit aanvullende middelen zou moeten werven en dat programma’s bijna altijd coproducties zouden zijn. De stichting zou functioneren als een 'productiehuis'. Het document beschreef bovendien dat de gemeenteraad als randvoorwaarde stelde, dat er sprake moest zijn van een museum dat voldoet aan de regels voor de museumregistratie.  Met de komst van de nieuwe directeur, Maarten van der Meer, werd gepoogd hier een invulling aan te geven. Dit bleek een lastige opgave. Kleine tentoonstellingen in de waag en daarbuiten, waarmee getracht werd de visie uit het richtingendocument een invulling te geven, waren veelal geen succes. Een poging tot de oprichting van een 'schatkamer' met daarin een selectie van de mooiste collectiestukken liep stuk en een constructieve richting werd niet gevonden. De kritieken vanuit de stad en de museumwereld werden luider.

### Heropening 2016
Begin 2016 greep de raad van toezicht in en Atze Bosma werd aangesteld als interim-directeur. Hij reorganiseerde de stichting en op 2 april 2016 opende de waag opnieuw met de tentoonstelling 'Persoonlijke verhalen over de Deventer collectie'. In juni 2016 trad de interimdirecteur Bosma terug en volgde de voormalige hoofdconservator van de Bijzondere Collecties van de Universiteit van Amsterdam, Garrelt Verhoeven hem op. Het museum kreeg zijn oude betiteling terug en werd weer 'Museum De Waag' genoemd zoals dat voor 2003 ook het geval was. De eerste tentoonstelling 'Palmyra, Stad van Duizend Zuilen in Deventer' werd door meer dan 10.000 mensen bezocht. Sinds het vertrek van de VVV in oktober 2016, werd het waaggebouw in zijn geheel gebruikt voor tentoonstellingen. Elke zomer was er een 'semi-permanente' opstelling te zien die na een aantal maanden plaats moest maken voor een thematische tentoonstelling. Getracht werd, om elk jaar drie tentoonstellingen in de waag te realiseren. In 2019 werd een nieuwe cultuurvisie gepresenteerd door de Deventer cultuurwethouder. Hierin werden bezuinigingen geadviseerd die ten kosten zouden gaan van een vaste locatie voor het Speelgoedmuseum Deventer. Om de dagelijkse gang van zaken te kunnen combineren met de politieke lobby voor het behoud van dit museum, was een tweede directeur gewenst. Begin 2019 werd Bart Vermeulen aangesteld als zakelijk directeur. Vanaf 1 februari 2020 is Verhoeven wegens ongenoegen over de cultuurvisie als directeur opgestapt en nam Vermeulen tijdelijk waar. Op 25 mei 2020 volgde Ewout van der Horst Vermeulen op als algemeen directeur. Het museum krijgt een permanenter karakter met een vaste presentatie op de eerste en tweede etage. De begane grond blijft beschikbaar voor tijdelijke exposities.

## Deventer collectie
De historische collectie omvat circa 12.775 voorwerpen. Deze betreffen onder meer schilderijen, prenten en tekeningen, munten en penningen, bouwfragmenten, gebruiksgoed, huisraad en voorwerpen van nijverheid en industrie. Sterke punten in de collectie zijn: munten uit de 10e t/m 16e eeuw, 17de-eeuwse schilderkunst in Deventer, zilverwerk en vijzels.

### Herkomst en eigendom
Het grootste deel van de voorwerpen van (kunst)historische aard zijn eigendom van de gemeente Deventer. Diverse belangrijke voorwerpen uit de collectie zijn echter bruiklenen van enkele kerkgenootschappen, van de Verenigde Gestichten en van het voormalige Burgerweeshuis. Verder zijn van enkele particulieren en museale instellingen bruiklenen aanwezig.
Vereniging De Waag heeft als doelstelling het verwerven van belangrijke voorwerpen voor de geschiedenis van Deventer. Deze voorwerpen geeft de Vereniging sinds 1995 in langdurig bruikleen. Tevens ondersteunt Vereniging De Waag onder andere bij waardevolle aankopen om de kerncollectie te verrijken.

### Topstukken

#### Schilderijen
| Schilder                | Titel                                                                                                | Afbeelding | Beschrijving           | Eigenaar           |
| ----------------------- | --- | ---------- | ---------------------- | ------------------ |
| Hendrick ter Brugghen   | De Vier Evangelisten linksboven: Johannes rechtsboven: Lucas linksonder: Marcus rechtsonder: Matteüs |            | vervaardigd: 1621      | Deventer           |
| Abraham Beerstraaten    | Brink met Waag                                                                                       |            | vervaardigd: 1665      | Deventer           |
| Gerard ter Borch (II)   | Gisbert Cuper                                                                                        |            | vervaardigd: 1670/1680 | Deventer           |
| Han van Meegeren        | Laatste avondmaal                                                                                    |            | vervaardigd: 1941      | Vereniging De Waag |
| Bartholomeus Breenbergh | Latona en de Lycische boeren                                                                         |            | vervaardigd: 1630      | Deventer           |

#### Andere topstukken
| Vervaardiger       | Titel                                    | Afbeelding | Beschrijving | Eigenaar |
| ------------------ | ---------------------------------------- | ---------- | --- | -------- |
| Michiel Esselbeeck | Beker van Boeckholt                      |            | Raadsherenbeker van Adriaan van Boekholt. Vervaardigd: 1660 | Deventer |
| Johan Peters       | Ketel                                    |            | koperen ketel uit 1434. Deze werd gebruikt om valsemunters levend in olie te koken.                                                                            | Deventer |
| Burgers-ENR        | Houten doordraaier van Koning Willem III |            | Oude en originele houten doordraaier. Op de oude archiefkaart staat dat dit model van Koning Willem III was.                                                   | Deventer |
| Onbekend           | Godin Victoria                           |            | Messing beeldje voorstellende Godin Victoria met krans in haar ene hand, palmtak in haar andere hand en staand op de wereldbol. Vervaardiging: 250-300 n. Chr. | Deventer |

## Activiteiten
Naargelang het onderwerp van een tentoonstelling worden rondleidingen, lezingen en educatieprogramma's aangeboden.